# Бяла маслодайна роза
Бялата маслодайна роза (Rosa × alba), е хибриден вид маслодайна роза. Култивиран е в Европа от древността. Първоначално е бил отглеждан заради сладкия аромат на цветовете си, а в наши дни е ценен като издръжлив през зимата храст. Култивираните форми имат бели, жълти, розови и червени цветове и са с много на брой венчелистчета.

## Описание
Бялата маслодайна роза е висок храст с дъговидни стъбла и синкаво-зелени листа. Цъфти само в средата на лятото. Видът е изключително студоустойчиви и устойчив на болести, поради което се използва за създаване на нови сортове за субарктически климат като Северна Скандинавия и Канада. Тези великолепни храсти могат да издържат на сянка и полусянка и лесно се намират полудиви, когато са изоставени от грижи и култивация. В Швеция и Финландия френският вид Minette се счита за дива роза, наречена R. × suonum (Mustialanruusu). Розата Mustiala принадлежи към традицията на розите на финландците „и е непозната извън северните страни, въпреки че през 1819 г. е отгледана във Франция“. Намерените рози от alba са много разпространени в Германия; някои може да са местни вариации, но някои могат да бъдат стари сортове, които чакат да бъдат преименувани.

## Хипотези за произход
Rosa × alba е хексаплоид, с шест групи хромозоми във всяка клетка, което означава, че се кръстосва рядко с по-често срещаните диплоидни, тетраплоидни и пентаплоидни рози. Maskew и Primavesi правят заключение през 2005 г., че предложението на Graham и Primavesi от 1993 г., че вида е получено чрез дублиране на хромозоми от триплоидно потомство на R. arvensis (диплоид) и R. gallica (тетраплоид), е било погрешно. Бялата маслодайна роза споделя някои ядрени ДНК последователности с R. canina и може да бъде получена от хибридизация между този вид и R. gallica.

## Сортове
Сортове на бялата маслодайна роза, които все още се отглеждат:
- Rosa Alba Foliacea
- Rosa Alba Maxima
- Rosa Alba Semi-plena
- Rosa Alba' Suaveolens
- Rosa Amélia
- Rosa Belle Amour
- Rosa Blanche de Belgique
- Rosa Céleste
- Rosa Chloris
- Rosa Félicité Parmentier
- Rosa Great Maiden's Blush
- Rosa Jeanne d'Arc
- Rosa Königin von Dänemark
- Rosa Mme Legras de St Germain

### Хибридни сортове
Сред хибридните сортове са:
- Rosa Mme Plantier
- Rosa Crimson Blush
- Rosa Lemon Blush
- Rosa Royal Blush
- Rosa Tender Blush